# Томан (село)
Томан (каз. Томан, до 199? г. — Туманный) — село в Махамбетском районе Атырауской области Казахстана. Входит в состав Баксайского сельского округа. Код КАТО — 235639400.

## Население
В 1999 году население села составляло 142 человека (66 мужчин и 76 женщин). По данным переписи 2009 года, в селе проживало 114 человек (52 мужчины и 62 женщины).